# Back Down
"Back Down" is de tiende track van Get Rich or Die Tryin', het debuutalbum van de Amerikaanse rapper 50 Cent. Het nummer is geproduceerd door Dr. Dre en werd door XXL Magazine opgenomen in de lijst van twintig beste 'diss-tracks' ooit, op de 20e positie.

## Achtergrond
"Back Down" haalt hard uit naar collegarapper Ja Rule, zijn platenbaas Irv Gotti, Cadillac Tah en Black Child. De 20e positie in de '20 Greatest Diss Songs' van XXL Magazine werd uitgelegd met: "To strip one of hip-hop’s most successful artists of any remaining credibility." Hiermee verwijzen ze naar het succes van Ja Rule en zijn label rond 2002, dat na de doorbraak van 50 Cent helemaal verdwenen was, volgens hen omdat 50 Cent alle aanwezige geloofwaardigheid had weggekaapt bij de rapper, en hem volgens velen 'werkloos' heeft achtergelaten.
De track "Beg For Mercy", op het gelijknamige album van 50 Cents eigen G-Unit, is een sample van "Back Down". Producers Black Jeruz en Sha Money XL produceerden daar een beat die enigszins lijkt op het door Dr. Dre geproduceerde "Back Down".